# فرمبولون
فرمبولون (به انگلیسی: Formebolone) با فرمول شیمیایی C۲۱H۲۸O۴ یک ترکیب شیمیایی با شناسه پاب‌کم ۱۷۱۵۰ است. که جرم مولی آن ۳۴۴٫۴۴ g/mol می‌باشد.